# دین ایران باستان
دین ایران باستان (به انگلیسی: An Introduction to Ancient Iranian Religion) کتابی است که ویلیام مالاندرا در ۱۹۸۳ نوشته‌است و خسرو قلی‌زاده در ۱۳۹۱ به فارسی برگردانیده است.

## توضیح
این کتاب را می‌توان مهم‌ترین اثر پروفسور ویلیام و. مالاندرا دانست که در واقع درآمدی است بر باستانی‌ترین شکل‌های کیش زدشتی که ار متون اوستایی و کتیبه‌های هخامنشی بازشناسی شده‌است.
به عقیدهٔ نویسنده، ایزدانی مانند اهورامزدا، مهر، سروش، و بن‌مایه‌هایی همچون آتش، هوم، فره، فروشی ریشه در باورهای کهن آریاییان پیش از زردشت داشته و این پیامبر در پی‌ریزی دین خود نه تنها همهٔ باورهای کهن ایرانیان را طرد نکرد، بلکه بخش مهمی از آن‌ها را به نفع کیش جدید خود به‌کار گرفت.
نویسنده پس از یک مقدمهٔ مفصل دربارهٔ این بن‌مایه‌ها، هر یک از آن‌ها را موضوع فصل‌های مستقل کتاب خود قرار داده‌است و در ابتدای هر فصل به یک موضوع خاص می‌پردازد و استدلال خود را بر پایهٔ متن‌های اوستایی و فارسی باستان مطرح می‌سازد

## فصل‌ها
1. زرتشت
2. اهورامزدا
3. ایزدمهر
4. ایزد رشن
5. ایزد بهرام
6. فره
7. وایو
8. فروشی
9. اردویسور اناهید
10. اشی
11. ایزد سروش
12. تیشتر
13. هوم
14. آتش
15. تطهیر و آلایش
16. جمشید
17. نمازهای مقدس